# Haplusia spiculosa
Haplusia spiculosa är en tvåvingeart som först beskrevs av Barnes 1927.  Haplusia spiculosa ingår i släktet Haplusia och familjen gallmyggor. Inga underarter finns listade i Catalogue of Life.